# Pseudoteyl vancouveri
Pseudoteyl vancouveri là một loài nhện trong họ Nemesiidae.
Pseudoteyl vancouveri được miêu tả năm 1985 bởi Main.